# 松平定国
松平 定国（まつだいら さだくに）は、江戸時代中期から後期にかけての大名。伊予国松山藩の第9代藩主。定勝系久松松平家宗家10代。江戸幕府第8代将軍・徳川吉宗の孫にあたる。

## 生涯
宝暦7年（1757年）6月13日、御三卿田安徳川家初代当主・田安宗武六男として誕生した。幼名は辰丸。母は香詮院殿（山村氏）で、後に御簾中近衛氏（宝蓮院殿）が養母となる。
明和5年（1768年）、伊予松山藩8代藩主・松平定静の世嗣・熊太郎が夭折すると、幕命によって定静の養嗣子となる。安永元年（1772年）、従四位下・中務大輔に叙任。安永8年（1779年）7月、定静の卒去により遺領松山藩15万石を継承する。同年9月、隠岐守に転任。続いて11月には溜間詰に任ぜられ、さらに侍従に昇進。在国中、天明4年（1784年）元旦夜中に、松山城天守に落雷、天守を始めとした本壇が焼失する。定国はただちに急使を江戸へ派遣、遅参を請う。さらに、松山城の再建を幕府に願い上げ、許可される。寛政6年（1794年）、光格天皇に拝謁。その後、左近衛権少将に昇進。
弟・定信とは元々不和だったこともあり、天明7年（1787年）、老中に就任した定信の家臣を呼び付け、政治方針に異論を唱えている。また尾張藩主徳川宗睦らに、定信が政治的な失敗を犯した場合には退任させること、さらにそうならないようにするため自らも老中に就任したいと述べている。宗睦らは、定国の性格を「気強成生質ニ而少々卒忽成ル処も御座候」（気が強く、少し軽率なところもある）と評している。
文化元年（1804年）6月14日、脚気により体調優れずとの旨が、嫡男の立丸（のちの松平定則）より幕府に届けられる。同日、立丸に家督を譲る旨の遺言を認め、同月16日に江戸松山藩邸愛宕下上屋敷にて卒去した。実は6月11日に卒したという。享年48。法号は瑞龍院殿故左近衛権少将前隠岐守従四位下源朝臣定誉戒雲慧空大居士。江戸三田済海寺に葬られる。遺髪が松山古町大林寺へ送られ、埋葬された。

## 系譜
- 父：徳川宗武（1716年 - 1771年）
- 母：香詮院 - 山村氏
- 養母：近衛通子 - 御簾中近衛氏・宝蓮院殿
- 養父：松平定静（1729年 - 1779年）
- 正室：鉄姫（1761年 - 1780年） - 柔輭院殿、松平定静の養女、松平定喬の娘、安永9年（1780年）卒去
- 側室：満（中村氏）
  - 長女：孝君（1784年 - 1786年、早世）
- 側室：鶴（村賀氏）
  - 次女：艶君（1785年 - 1787年、早世）
  - 次男：元之丞
- 側室：政（藤田氏）
  - 三女：辰君（1791年 - ?） - 酒井忠順正室
  - 次男：松平定則（1793年 - 1809年）
  - 四男（流産）
- 側室：利嘉
  - 四女：梶君（1793年 - 1795年、早世）
- 側室：千佐（林氏）
  - 五女：叙君（1803年 - 1806年、早世）
  - 五男：松平定通（1805年 - 1835年）
- 側室：喜代
  - 長男：元之丞（1787年 - 1788年、早世）
- 養子
  - 女子：波君（1791年 - ?） - 松平定諡の娘、堀田正民正室